# كاميلي ألفونس دس فور
كاميلي ألفونس دس فور (بالفرنسية: Camille Alphonse Faure)‏ هو مخترِع ومهندس وكيميائي وفيزيائي فرنسي، ولد في 21 مايو 1840 في فيزيل في فرنسا، وتوفي في 1 سبتمبر 1898 في باريس في فرنسا.

## وصلات خارجية
- كاميلي ألفونس دس فور على موقع الموسوعة البريطانية (الإنجليزية)